# مارتی مالوی
مارتی مالوی (انگلیسی: Marti Malloy؛ زادهٔ june ۲۳, ۱۹۸۶ (۳۸ سال)) ورزشکار جودو اهل ایالات متحده آمریکا است.
وی در مسابقات کشوری و بین‌المللی در مجموع برندهٔ ۴ مدال طلا، ۴ مدال نقره، ۲ مدال برنز شده‌است.